# Heinrich Friedrich Christoph Rampendahl
Heinrich Friedrich Christoph Rampendahl (* 3. August 1822 in Ronnenberg; † 29. November 1891 in Hamburg) war ein Hamburger Elfenbeinschnitzer und Bildhauer.
Er war seit 1843 in Hamburg tätig und dort auch Lehrer an der Kunstgewerbeschule. Er hatte einen Laden in den Alsterarkaden, später am Gänsemarkt 2.
Mit seinen Geweihmöbeln war er 1851 auf der Londoner Industrieausstellung und 1862 auf der Weltausstellung vertreten und erlangte dort Erfolge. In Zusammenarbeit mit Heinrich Plumbeck schuf er Einlegearbeiten aus Holz und Elfenbein. Einige seiner Möbel befinden sich heute im Victoria and Albert Museum. Ihm wird die Einrichtung des Horn Room im Osborne House von 1851 zugeschrieben. Rampendahl war Mitglied des Hamburger Künstlervereins und der Allgemeinen Deutschen Kunstgenossenschaft.
Es existieren wenige Ölgemälde von ihm in Privatbesitz.
Rampendahl war von 1886 bis 1891 Mitglied der Hamburgischen Bürgerschaft. Dort gehörte er der Fraktion Linkes Zentrum an.